# Miguel Freitas
Miguel Freitas (Lissabon, 2 maart 1984) is een Portugees autocoureur.

## Carrière
Freitas nam in 2005 en 2006 deel aan de Mégane Trophy Eurocup voor het team Racing for Belgium. In 2006 reed hij ook in de European Touring Car Cup voor het team Zerocinque Motorsport.
Freitas en zijn team Racing for Belguim stapten in 2007 over naar het WTCC, waar ze een Alfa Romeo 156 gingen rijden in zeven van de elf raceweekenden. Zijn beste resultaat was een 15e plaats in de tweede race in Monza.
In 2008 nam Freitas deel aan de Spaanse Seat Leon Supercopa voor het team Oasis Motorsport en eindigde het seizoen op een achtste plaats. Als toevoeging aan zijn Supercopa-campagne reed hij in 2009 in zijn thuisronde in de Seat Leon Eurocup.